# Наш человек в Гаване
«Наш челове́к в Гава́не» (англ. Our Man in Havana; 1958) — роман английского писателя Грэма Грина. Пародийный шпионский детектив.

## Сюжет
Действие происходит на Кубе времён последнего десятилетия Батисты. Скромный продавец пылесосов Уормолд неожиданно становится резидентом английской разведки. Чтобы как-то оправдать денежное вознаграждение, он начинает выдумывать как агентов, якобы им завербованных, так и сами разведданные: сняв чертежи с разобранного пылесоса и увеличив масштаб, он выдаёт их за загадочные установки, которые строятся в горах. К удивлению Уормолда, его фальшивые донесения воспринимаются всерьёз — причём не только начальством, но и врагами. Враги имеют характерные признаки немцев, что выглядит как намеренный анахронизм (в те годы нацистской Германии уже не было — события Второй мировой войны упоминаются в романе в прошедшем времени, и ни ФРГ, ни ГДР ещё не играли самостоятельной внешнеполитической роли, тем более на таком удалении от своей территории).
В конце концов Уормолд признаётся в подлоге, чем ставит руководство разведки в неудобное положение — если его отдать под суд, это будет тяжёлый удар по репутации всего разведывательного управления. В МИ-6 принимают решение посчитать все предоставленные им данные настоящими, а самого Уормолда уволить из разведки с присвоением ему почётных званий и немалого вознаграждения. В то же время, влюбившуюся в него связную Беатрис в отместку отправляют на нелегальную работу на другой край света.

## Персонажи
- Джеймс Уормолд — британец, представитель фирмы по производству пылесосов; резидент английской разведки на Кубе
- Милли — дочь Уормолда
- доктор Гассельбахер — немецкий врач, друг Уормолда
- капитан Сегура по прозвищу «Кровавый Стервятник» — офицер кубинской полиции
- Готорн — сотрудник английской разведки; глава сети в районе Карибского моря
- Беатрис — сотрудница английской разведки, помощница Уормолда
- Картер — агент конкурирующей разведки

## История создания и публикации
В автобиографической книге «Пути спасения» Грэм Грин рассказал о том, как создавался роман «Наш человек в Гаване». Согласно изначальным замыслам автора, действие должно было происходить в Таллине в 1938 году. После поездок на Кубу Грин изменил место действия. Прототипом Готорна стал сотрудник разведки, под началом которого служил Грин. Прототипом доктора Гассельбахера был ветеран Первой мировой войны барон Шафт, живший не на Кубе, а на Капри. Сам Грин писал, что у Уормолда нет прототипа, но его образ был частично основан на агенте под кличкой Гарбо, с которым Грин работал во время Второй мировой, когда служил под начальством Кима Филби в Португалии.

## Экранизация
В 1959 году роман экранизирован Кэролом Ридом. В роли Уормолда снялся Алек Гиннесс.